# Annabelle Ali
Annabelle Laure Ali (sinh ngày 4 tháng 3 năm 1985) là một nữ đô vật tự do đến từ Cameroon. Cô đã tham gia nội dung 72 kg tự do nữ tại Thế vận hội mùa hè 2008, nơi cô đã thua trong trận chung kết vòng 1 trước Agnieszka Wieszczek. Tại Thế vận hội Mùa hè 2012, cô đã thua Stanka Zlateva ở tứ kết. Khi Zlateva tiến tới trận chung kết, Ali là một phần của cuộc thi đấu huy chương đồng, nơi cô đã thua Vasilisa Marzaliuk. Tại Thế vận hội Mùa hè 2012, cô cũng là người mang cờ của đội tuyển Cameroon tại lễ khai mạc.
Tại Đại hội Thể thao Khối thịnh vượng chung 2014, cô đã giành huy chương bạc ở nội dung nữ -75 kg.

## Kết quả chính
| Năm  | Tournament                 | Venue                      | Kết quả | Event |
| ---- | -------------------------- | -------------------------- | ------- | ----- |
| 2005 | Commonwealth Championships | Stellenbosch, South Africa | 1st     | 72 kg |
| 2007 | World Championships        | Baku, Azerbaijan           | 19th    | 72 kg |
| 2008 | African Championships      | Tunis, Tunisia             | 3rd     | 72 kg |
| 2008 | Olympic Games              | Bắc Kinh, Trung Quốc       | 16th    | 72 kg |
| 2008 | World Championships        | Tokyo, Japan               | 12th    | 72 kg |
| 2009 | African Championships      | Casablanca, Morocco        | 1st     | 72 kg |
| 2009 | World Championships        | Herning, Đan Mạch          | 9th     | 72 kg |
| 2010 | African Championships      | Cairo, Egypt               | 1st     | 72 kg |
| 2010 | World Championships        | Moscow, Nga                | 11th    | 72 kg |
| 2010 | Commonwealth Games         | New Delhi, India           | 2nd     | 72 kg |
| 2011 | African Championships      | Dakar, Senegal             | 1st     | 72 kg |
| 2011 | World Championships        | Istanbul, Turkey           | 5th     | 72 kg |
| 2012 | African Championships      | Marrakesh, Morocco         | 2nd     | 72 kg |
| 2012 | Olympic Games              | London, Đảo Anh            | 7th     | 72 kg |
| 2013 | Francophone Games          | Nice, Pháp                 | 3rd     | 72 kg |
| 2013 | World Championships        | Budapest, Hungary          | 19th    | 72 kg |
| 2014 | African Championships      | Tunis, Tunisia             | 1st     | 75 kg |
| 2014 | Commonwealth Games         | Glasgow, Đảo Anh           | 2nd     | 75 kg |
| 2015 | African Championships      | Alexandria, Egypt          | 1st     | 75 kg |
| 2015 | African Games              | Brazzaville, Congo         | 1st     | 75 kg |
| 2016 | African Championships      | Alexandria, Egypt          | 2nd     | 75 kg |
| 2016 | Olympic Games              | Rio de Janeiro, Brazil     | 5th     | 75 kg |
| 2018 | African Championships      | Port Harcourt, Nigeria     | 3rd     | 76 kg |

| Thế vận hội                | Thế vận hội                                             | Thế vận hội                |
| -------------------------- | ------------------------------------------------------- | -------------------------- |
| Tiền nhiệm Franck Moussima | Người cầm cờ cho liên_kết=\|viền Cameroon Luân Đôn 2012 | Kế nhiệm Wilfried Ntsengue |